# Олберсдорф
Олберсдорф (њем. Olbersdorf) општина је у њемачкој савезној држави Саксонија. Једно је од 59 општинских средишта округа Герлиц. Према процјени из 2010. у општини је живјело 5.693 становника. Посједује регионалну шифру (AGS) 14626400.

## Географски и демографски подаци
Олберсдорф се налази у савезној држави Саксонија у округу Герлиц. Општина се налази на надморској висини од 273 метра. Површина општине износи 15,2 km². У самом мјесту је, према процјени из 2010. године, живјело 5.693 становника. Просјечна густина становништва износи 376 становника/km².

## Међународна сарадња
| Мјесто | Држава    | Врста сарадње | Од    |
| ------ | --------- | ------------- | ----- |
|        | Француска | партнерство   | 2000. |
| Извор  |           |               |       |